# Station Augustów Port
Station Augustów Port is een spoorwegstation in de Poolse plaats Augustów.